# Liste der denkmalgeschützten Objekte in Blindenmarkt
Die Liste der denkmalgeschützten Objekte in Blindenmarkt enthält die denkmalgeschützten, unbeweglichen Objekte der Gemeinde Blindenmarkt.

## Denkmäler
| Foto |                 | Denkmal                                                                         | Standort                                             | Beschreibung | Metadaten |
| ---- | --------------- | ------------------------------------------------------------------------------- | ---------------------------------------------------- | --- | --- |
| ja   | Datei hochladen | Schloss Auhof, ehem. Meierhof HERIS-ID: 76450 Objekt-ID: 90016                  | Auhofstraße 22 Standort KG: Blindenmarkt             | Der zweigeschoßige Dreiflügelbau hat ein Walmdach. Das Schloss, im Kern aus dem 16. und 17. Jahrhundert, erfuhr im späten 18. Jahrhundert Umbauten und Zubauten, und in den 1960er Jahren weitere Umbauten. | BDA-Hist.: Q29169038 Status: § 2a Stand der BDA-Liste: 2025-06-30 Name: Schloss Auhof, ehem. Meierhof GstNr.: 114/1 Schloss Auhof Blindenmarkt                             |
| ja   | Datei hochladen | Pfarrhof, Portal HERIS-ID: 76430 Objekt-ID: 89994                               | Hauptstraße 11 Standort KG: Blindenmarkt             | Im 13. Band von Schweickhardts Darstellung des Erzherzogthums Oesterreich unter der Ens wird das Pfarrhaus der 1785 errichteten Pfarre neben dem Auhof, der Pfarrkirche, einer Schule und einem herrschaftlichen Spital als eines der bemerkenswerten Gebäude von Blindenmarkt genannt. Weiter heißt es: „Der Pfarrhof steht in einiger Entfernung von der Kirche, gleichfalls unter andren Häusern des Marktes, und ist ein einstöckiges Gebäude“. Der Keilstein des an der linken Gebäudeseite gelegenen Rundbogenportals ist mit 1607 bezeichnet.          | BDA-Hist.: Q38143988 Status: § 2a Stand der BDA-Liste: 2025-06-30 Name: Pfarrhof, Portal GstNr.: 1212                                                                      |
| ja   | Datei hochladen | Kriegerdenkmal HERIS-ID: 76455 Objekt-ID: 90021                                 | bei Hauptstraße 24 Standort KG: Blindenmarkt         | Das aus Weinsberger Granit gefertigte Kriegerdenkmal an der Hauptstraße im östlichen Teil von Blindenmarkt, in Form eines Brunnens mit achteckigem Becken gestaltet, wurde 1922 für die Gefallenen des Ersten Weltkriegs errichtet, deren Namen auf Tafeln zu lesen sind, die auf einem achteckigen Postament in der Mitte des Brunnenbeckens angebracht sind. Darüber befindet sich ein kleineres achteckiges Postament mit abschließender Vase. Nach 1945 wurden an den Seitenwänden des Beckens Tafeln für die im Zweiten Weltkrieg gefallenen angebracht. | BDA-Hist.: Q38144114 Status: § 2a Stand der BDA-Liste: 2025-06-30 Name: Kriegerdenkmal GstNr.: 1168/2                                                                      |
| ja   | Datei hochladen | Kath. Pfarrkirche hl. Anna HERIS-ID: 76435 Objekt-ID: 89999                     | neben Hauptstraße 27 Standort KG: Blindenmarkt       | Das Langhaus der Blindenmarkter Pfarrkirche liegt unter einem Satteldach. Zur Hauptstraße zeigt die Giebelfront einen seichten Mittelrisalit, dessen Dreiecksgiebel von Volutenanläufen flankiert wird. Darüber erhebt sich ein Dachreiter mit Lisenenrahmung und Pyramidenhelm. | BDA-Hist.: Q24040693 Status: § 2a Stand der BDA-Liste: 2025-06-30 Name: Kath. Pfarrkirche hl. Anna GstNr.: 1213 Blindenmarkter Pfarrkirche                                 |
| ja   | Datei hochladen | Schloss Hubertendorf/Herbartendorf/Höbatendorf HERIS-ID: 74242 Objekt-ID: 87642 | Schloss Hubertendorf 1 Standort KG: Kottingburgstall | Das 2,5 Kilometer östlich von Blindenmarkt gelegene Schloss ist eine dreiflügelige, ursprünglich zweigeschoßige und später aufgestockte Anlage, die nach Süden ehrenhofartig zu einem ehemaligen Park geöffnet ist. Der älteste Teil, der Nordtrakt, wurde im frühen 17. Jahrhundert errichtet, der Ost- und der Westtrakt um 1800. | BDA-Hist.: Q38134338 Status: Bescheid Stand der BDA-Liste: 2025-06-30 Name: Schloss Hubertendorf/Herbartendorf/Höbatendorf GstNr.: 155/2 Schloss Hubertendorf Blindenmarkt |